# Narcisse Brunette
Narcisse Brunette (Breuvery-sur-Coole, 1808-Reims, 1895) fue un arquitecto francés.

## Biografía
Nacido en 1808 en la localidad francesa de Breuvery, perteneciente al departamento de Marne, fue alumno de Bienvenu y de Desloges. Fue nombrado arquitecto de la ciudad de Reims en 1838, después de haber expuesto en el Salón de 1833 un proyecto para la restauración de la Puerta de Marte de esta ciudad.

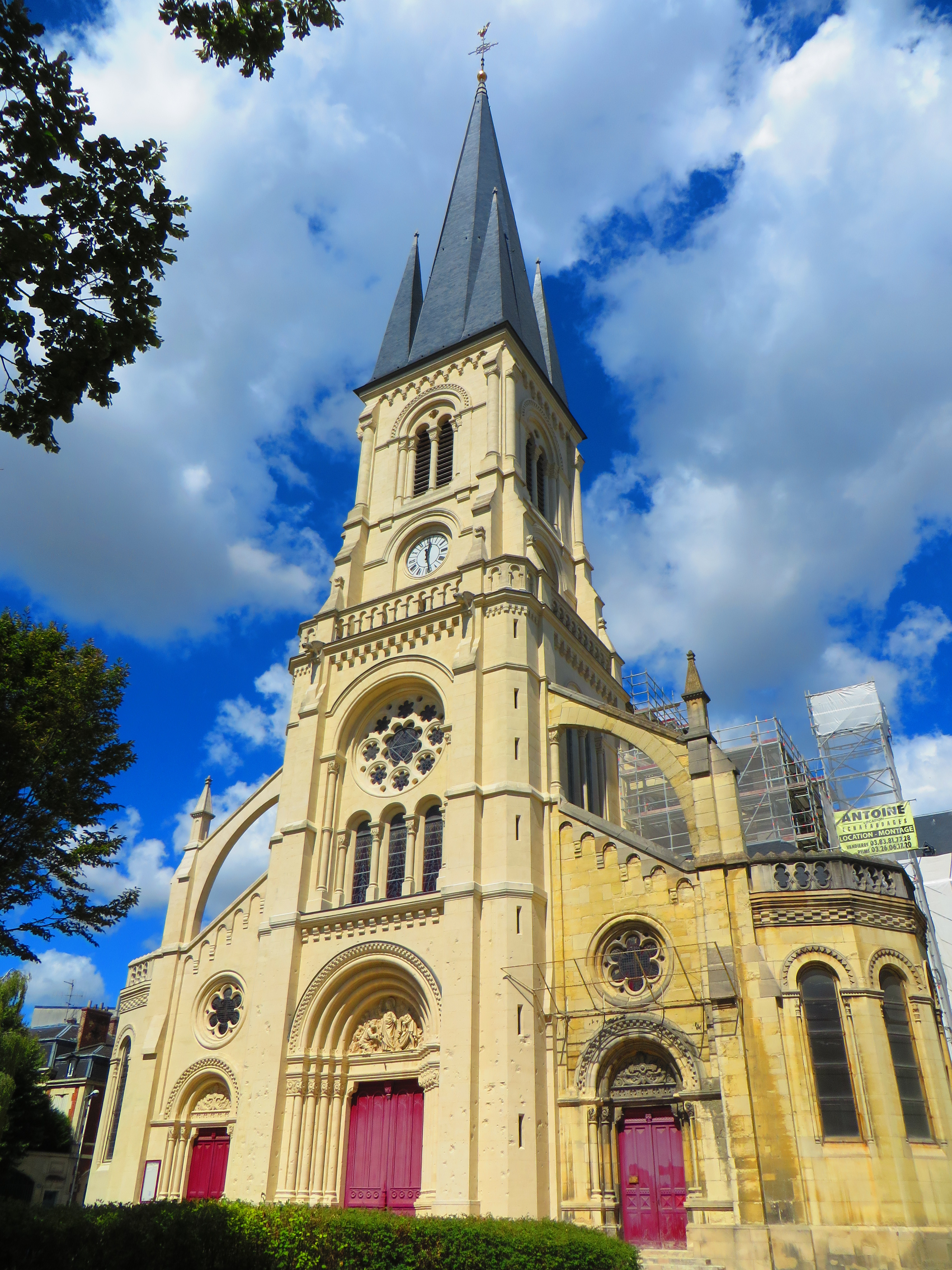
Iglesia de Saint-André en Reims

De 1838 a 1877, momento en que se jubiló, realizó en Reims importantes obras de restauración o ampliación en el palacio de justicia, el hôtel de ville de Reims, la iglesia de Saint-Rémi, la iglesia de Saint-Jacques, la iglesia de Saint-Maurice y el instituto, además de construir las iglesias de Saint-André y Saint-Thomas, el cuartel de infantería, la residencia de ancianos, los lavaderos y los baños públicos para los trabajadores, diversos edificios escolares, edificios hospitalarios, un circo, una escuela de equitación y un establecimiento para el servicio de medidas para el comercio. Encargado al mismo tiempo del servicio de vías públicas, Brunette elaboró durante estas cuatro décadas proyectos de urbanismo de la ciudad.
Miembro fundador de la Academia de Reims y de la Sociedad de Arquitectos del departamento de Marne, de la que fue su primer presidente, fue nombrado caballero de la Legión de Honor el 14 de agosto de 1858. Publicó un Plan de Reims antique pour servir aux explorations archéologiques du sol et de la cité gallo-romaine (1846) y una Notice sur les Antiquités de Reims (1864). Falleció el 8 de octubre de 1895 en Reims y fue enterrado en el Cimitière du Nord.